# Municipio de Conewago (condado de York)
El municipio de Conewago (en inglés: Conewago Township) es un municipio ubicado en el condado de York en el estado estadounidense de Pensilvania. En el año 2000 tenía una población de 5,278 habitantes y una densidad poblacional de 83,4 personas por km².

## Geografía
El municipio de Conewago se encuentra ubicado en las coordenadas 40°05′00″N 76°44′58″O / 40.08333, -76.74944.

## Demografía
Según la Oficina del Censo en 2000 los ingresos medios por hogar en la localidad eran de $42,688 y los ingresos medios por familia eran $44,856. Los hombres tenían unos ingresos medios de $34,198 frente a los $22,420 para las mujeres. La renta per cápita para la localidad era de $17,703. Alrededor del 4,5% de la población estaban por debajo del umbral de pobreza.